# Xestia virescens
Xestia virescens är en fjärilsart som beskrevs av Turati 1912. Xestia virescens ingår i släktet Xestia och familjen nattflyn. Inga underarter finns listade i Catalogue of Life.